# Квадратеста жаба
Amietophrynus regularis е вид жаба от семейство Крастави жаби (Bufonidae). Видът е незастрашен от изчезване.

## Разпространение
Разпространен е в Ангола, Бенин, Буркина Фасо, Габон, Гана, Гвинея, Гвинея-Бисау, Демократична република Конго, Република Конго, Египет, Етиопия, Камерун, Кения, Конго, Кот д'Ивоар, Либерия, Мали, Нигер, Нигерия, Руанда, Сенегал, Сиера Леоне, Судан, Уганда, Централноафриканска република и Чад. Внесен е в Кабо Верде.

## Описание
Популацията на вида е стабилна.